# Ypthima norma
Ypthima norma är en fjärilsart som beskrevs av John Obadiah Westwood 1851. Ypthima norma ingår i släktet Ypthima och familjen praktfjärilar. Inga underarter finns listade i Catalogue of Life.